# Tomisato, Chiba
Tomisato (tiếng Nhật: 富里市, đọc là Tô-mi-xa-tô) là một thành phố thuộc tỉnh Chiba của Nhật Bản.